# Król Bezmiarów
Król Bezmiarów – marynistyczna powieść fantasy Feliksa W. Kresa nagrodzona Nagrodą im. Zajdla w kategorii powieść za rok 1992.
Jest drugą częścią Księgi Całości czyli tzw. cyklu szererskiego.
Wydania: Aurora 1992, Trickster 1993, Mag 2000, Mag 2003, Mag 2009, BookRage 2013.
Oparta na opowiadaniu Demon Walki zamieszczonym w 1987 w Fantastyce (nagrodzonym nagrodą czytelników miesięcznika „Fantastyka” dla Najlepszego Opowiadania) i opowiada o losach pirata K.D.Rapisa (zwanego Demonem Walki) i jego trzech córek.